# Masao Nozawa
Masao Nozawa (野澤正雄?, Nozawa Masao; Prefettura di Hiroshima, 26 agosto 1906 – 18 novembre 1994) è stato un calciatore giapponese, di ruolo centrocampista.